# Daghdaghān
Daghdaghān (persiska: دغدغان) är en ort i Iran.   Den ligger i provinsen Östazarbaijan, i den nordvästra delen av landet, 500 km nordväst om huvudstaden Teheran. Daghdaghān ligger 1 778 meter över havet och antalet invånare är 162.
Terrängen runt Daghdaghān är kuperad. Runt Daghdaghān är det ganska glesbefolkat, med 35 invånare per kvadratkilometer. Närmaste större samhälle är Khvājeh, 18,5 km söder om Daghdaghān. Trakten runt Daghdaghān består i huvudsak av gräsmarker.